# Монтемаджоре-аль-Метауро
Монтемаджоре-аль-Метауро (італ. Montemaggiore al Metauro) — муніципалітет в Італії, у регіоні Марке,  провінція Пезаро і Урбіно.
Монтемаджоре-аль-Метауро розташоване на відстані близько 210 км на північ від Рима, 50 км на захід від Анкони, 21 км на південь від Пезаро, 26 км на схід від Урбіно.
Населення — 2907 осіб (2014).
Щорічний фестиваль відбувається 26 травня. Покровитель — San Filippo Neri.

## Демографія
Населення за роками:

Станом на 1 січня 2023 року в муніципалітеті офіційно проживало 910 іноземців з 57 країн, серед них 186 громадян країн Євросоюзу та 21 громадянин України.

## Сусідні муніципалітети
- Карточето
- Мондавіо
- Орчано-ді-Пезаро
- П'ядже
- Сальтара
- Серрунгарина